# Juvenil

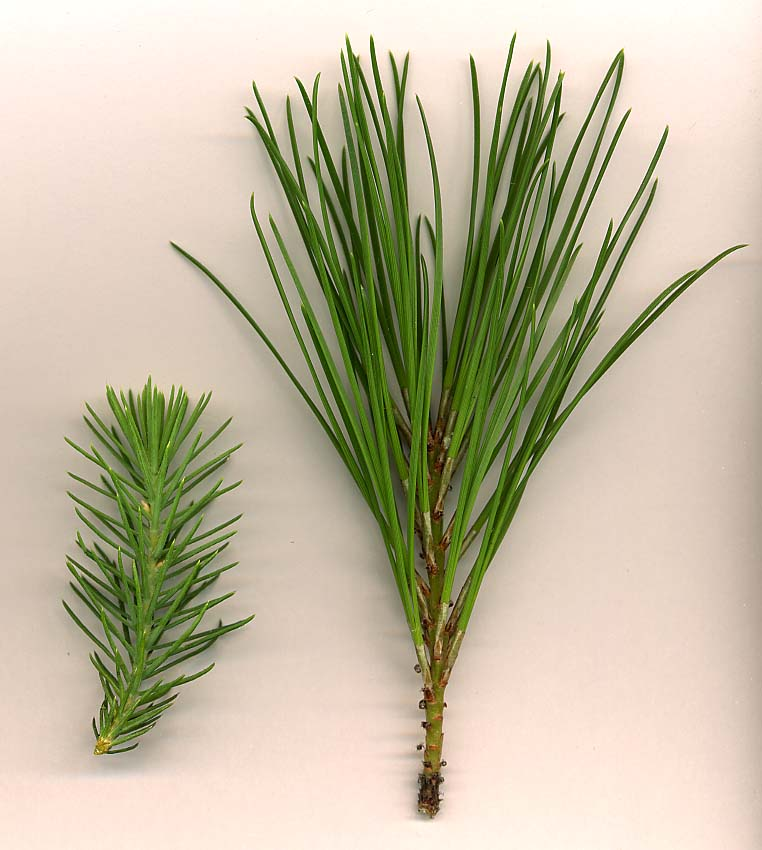
Hojas juveniles (a la izquierda) y adultas (a la derecha) de un pino piñonero.

Un juvenil es un organismo individual que todavía no ha alcanzado la forma adulta, la madurez sexual o el tamaño adulta. Los  juveniles suelen tener un aspecto diferente de las formas adultas, particularmente en cuanto a su color. En muchos organismos los juveniles tienen un nombre diferente de los adultos, como por ejemplo la larva y el imago.  
Algunos organismos llegan a la madurez a través de una corta metamorfosis como la eclosión de muchos insectos. En otras la transición es más prolongada como una pubertad, por ejemplo. 

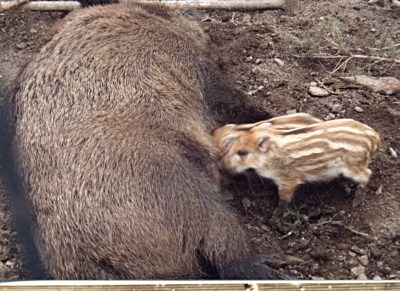
Jabalí joven con un color que le camufla.

- Datos: Q1516282
- Multimedia: Juveniles (organisms) / Q1516282